# Александър Велев
Александър Велев е български журналист. Генерален директор на Българското национално радио в два мандата 1998 – 2001 г. и 2016 – 2019 г.

## Биография
Александър Велев е роден на 15 май 1963 година. Възпитаник на Немската езикова гимназия в София. Висшето си образование по специалност икономика придобива в УНСС, където завършва и журналистика
Професионалната си кариера започва в „Международна информация“ на Българското национално радио през 1990 година. Бил е водещ на „Новини“, „Нощен блок“ и на предаванията „Хоризонт на вълните на младостта“, „Нещо повече“ и „Неделя 150“. Гост-журналист в Швейцарското обществено радио SRG/SRI. Заради протест срещу цензурата е уволнен през 1995 година заедно с още шестима журналисти. Завръща се две години по-късно като директор на програма „Хоризонт“. Бил е кореспондент на БНР в Скопие, Белград и Берлин. От 1998 до 2001 е генерален директор на БНР. Работил е и за частни медии – вестник „Новинар“, радио „Тангра“, радио „ФМ+“, „Дарик радио“. Основател и заместник-председател на сдружение „Свободно слово“. Завеждал е „Връзки с обществеността“ на профсъюз „Промяна“.
Генерален консул на България в Истанбул 2011 – 2014 г.
Печели конкурса за генерален директор на БНР за втори път през май 2016 г.
Поема втория си мандат в изключително трудна обстановка на напрежение между журналистите и програмите в медията. Основно негова цел е възстановяване на доверието в ръководството, възраждане на диалога вътре в радиото, преодоляване на противопоставянето, обединяване около необходимостта от реформи.
Като генерален директор е застъпник на технологичното обновяване на най-старата българска електронна медия, за създаване на благоприятни условия за работа на журналистите и за издигане авторитета на журналистическия труд. По време на мандата му 2016 – 2019 г. институтът „Ройтерс“ към Оксфордския университет на два пъти класира БНР на първо място по доверие. Амбицията на Велев е БНР да завоюва в онлайн пространството същия авторитет, който има в ефир и да бъде гарант за достоверността на новините.
Още в първия си мандат (1998 – 2001) започва дигитализацията и въвежда съвременна система за радиопроизводство Dalet. 2016 – 2019 г. продължава с технологичното изграждане на цифрова среда за съхранение на архива и Златния фонд и с дигиталната трансформация на медията. Проправя път на мобилната журналистика. Създава пълно портфолио на канали за присъствие в дигитална среда – онлайн портал БНР Новини, платформа за отложено слушане БНР Play, профили в социални медии и YouTube. Увеличава присъствие на програмите в социалните мрежи с видео репортажи и жива картина. Най-важната стъпка в тази посока е започналият стрийминг на емблематичното обзорно политическо предаване „Неделя 150“ с излъчвания едновременно от сайта и Facebook страницата на БНР. В периода 2016 – 2019 г. посетителите на сайтовете от групата на БНР се увеличават с 54 %, а броят прегледани страници от групата на БНР нараства с 26%. 70% от влизанията в сайта са през смартфон, а 58% през Фейсбук.
През 1998 – 2001 г. въвежда първите за медията длъжностните характеристики и правилниците за дейността. По време на първия си мандат открива кореспондентски пункт в Белград, точно преди ескалацията на напрежението там. През втория си мандат, отново във важен момент за международната политика, създава кореспондентски пункт в Истанбул. Създава „Новинарския час“ – бившо обзорно предаване на програма „Хоризонт“, което удвоява радио рейтинга на часовата зона 18 – 19 ч., дотогава запазена за телевизиите.
Извежда радиото сред хората и търси завръщането на младежката аудитория. За трите години от 2016 до 2019 Радио парк фест се превръща в емблема на културния календар на столицата. Музикалните класации на всички програми на БНР са обединени в новата национална класация за българска поп и рок музика „БНР Топ 20“, която раздава и първите Годишни музикални награди на БНР. Обединява усилия с НДК и Столична община, за да се превърне в традиция тържествения концерт „Празник на буквите“ на 24 май. Дава начало на множество надпрограмни проекти, каквото е кампанията „Избери живота“ срещу разпространението и употребата на дрога, в която партнират Министерство на здравеопазването, МВР и МОН. Инициира обществена дискусия „Бъдещето на обществените медии в цифровата ера“ за преформулиране на мисията в контекста на дигитализиращия се свят. За първи път по негова покана в България се провежда форум на Европейския съюз за радио и телевизия (ЕВU) – Техническата асамблея (1999 г.) В рамките на мандат 2016 – 2019 по негова покана в София се провежда Правната асамблея на ЕBU (2017) и най-важният радиофорум на Европейския съюз за радио и телевизия – Радиоасамблеята на EBU (2019). Негова инициатива е и Срещата на обществените медии от Югоизточна Европа по време на българското председателство на Съвета на Европейския съюз през 2018 г.